# Adorján Péter
Adorján Péter (Nagyvárad, 1913. augusztus 14. – Győr, 1944. március) magyar író, újságíró. Adorján Pál öccse.

## Életútja
Bécsben hallgatott jogot és filozófiát, a Film-Riport főszerkesztője (1923–26). Novellákat közölt nagyváradi lapokban. A két alfa című regényében (Nagyvárad, 1939) nagypolgári szerelmi háromszög-történetet dolgoz fel. A halott város címmel (Budapest, 1941) urbanisztikai-szociográfiai tanulmányt írt a két világháború között eltelt idő Nagyváradjáról.